# Johann Daniel Schumacher
Pour les articles homonymes, voir Schumacher.
Johann Daniel Schumacher (en russe : Ива́н Дани́лович Шума́хер ; Johann Daniel von Schumacher en allemand), né le 5 février 1690 à Colmar et mort le 14 juin 1761 à Saint-Pétersbourg, est un Alsacien qui se mit au service de l'Empire russe et fut secrétaire de l'Académie impériale des sciences et directeur de la Bibliothèque de l'Académie.

## Biographie
Schumacher naît à Colmar en 1690. Après une brillante maîtrise de philosophie à l'université de Strasbourg il devient précepteur du comte de Leiningen. En sa présence à Paris, il fait la connaissance du célèbre Pierre Lefort (1676-1754), qui l'invite avec lui en Russie, où Pierre le Grand l'engage comme bibliothécaire. Il devient quelques années plus tard, en 1714, le secrétaire de la chancellerie de médecine et bibliothécaire de la Bibliothèque impériale fondée en 1703. Pierre le Grand l'envoie en France, en Angleterre et en Hollande en 1721 pour inviter des savants à venir s'installer dans la capitale impériale.

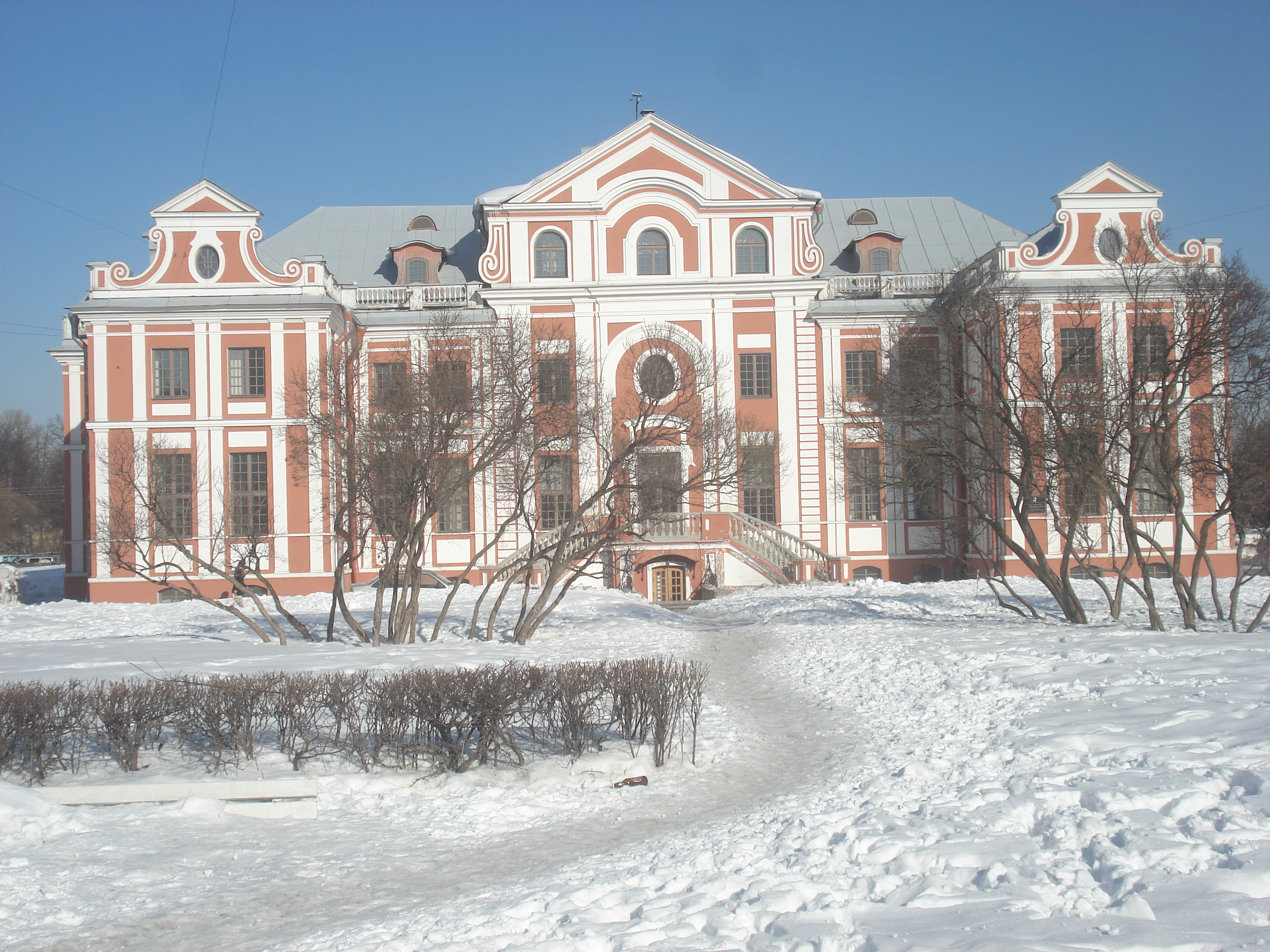
Le palais Kikine, où se trouvait au début la Bibliothèque de l'Académie

Laurentius Blümentrost (1692-1755), fondateur de l'Académie, le nomme secrétaire de l'Académie à la fin de l'année 1724. Il doit diriger la nouvelle Bibliothèque de l'Académie et la Kunstkamera. Un certain nombre de savants arrivent à Saint-Pétersbourg, dont Bilfinger et Bernoulli. Au fur et à mesure des années, Schumacher prend de l'ascendant sur l'Académie, et certains savants comme Bernoulli, une fois Blümentrost écarté, la quittent accusant Schumacher de « despotisme ». À partir de 1732, Müller subissant lui aussi les persécutions de Schumacher, est obligé de se rendre en Sibérie (1733-1743). Une plainte est déposée pour son autoritarisme et aussi pour ses dilapidations. Il n'est condamné que pour dilapidation de l'alcool de l'État. Il fonde une imprimerie rattachée à l'Académie et diverses institutions tournées vers les arts libéraux et les arts mécaniques.
Le deuxième président de l'Académie, le baron Johann Albrecht von Korff (1697-1766), ne tenant pas compte de l'observation de l'académicien Louis de l'Isle (1685-1741) sur « le tort que cause la main-mise de la chancellerie sur l'Académie », prend Schumacher comme conseiller et lui donne la responsabilité des comptes de l'Académie. Après la plainte de l'académicien Andreï Nartov (1693-1756) concernant les dépenses de l'Académie (la somme portait sur 109 roubles), Schumacher est démis de ses fonctions et placé sous résidence surveillée chez lui le 7 octobre 1742. Finalement une commission formée par le prince Youssoupov le lave de tout soupçon et il retrouve ses fonctions en 1746.
C'est sous son égide que furent publiés un catalogue des livres de l'Académie (1742-1747), les Musei imperialis petropolitani (1741-1745), etc. Sa correspondance avec Kirillov et Blümentrost et d'autres a été publiée en 1866 par Piotr Pekarski (1828-1872).
Il est élevé au rang de conseiller d'État en 1750. Sénile, il est remplacé en 1757 et meurt en 1761.
Il épousa Anna Dorothea von Velten, fille de Johann Velten, cuisinier en chef puis maître d'hôtel de Pierre le Grand, lui-même cousin de l'architecte Georg Friedrich Veldten. L'impératrice Elisabeth lui offre le 4 octobre 1759 le domaine d'Unnipicht. Veuve, sa femme est en possession du domaine jusqu'en 1768. Sa fille Eleonora épouse le Major-général comte Stupischin (1730-1820) qui revend le domaine au général comte Iosif Igelström (en) le 12 juin 1777. Son autre fille est Anna Elizabeth von Schumacher (1730-1801) marie Johann Amman, botaniste et naturaliste suisse.